# Pryteria semicostalis
Pryteria semicostalis là một loài bướm đêm thuộc phân họ Arctiinae, họ Erebidae.